# Dippach
Dippach (en luxembourgeois : Dippech ) est une localité luxembourgeoise et une commune portant le même nom, situées dans le canton de Capellen.

## Géographie

### Sections de la commune
- Bettange-sur-Mess
- Dippach
- Schouweiler (chef-lieu)
- Sprinkange

## Politique et administration

### Liste des bourgmestres
| Identité                         | Période          | Période  | Durée                      | Étiquette |
| Identité                         | Début            | Fin      | Durée                      | Étiquette |
| -------------------------------- | ---------------- | -------- | -------------------------- | --------- |
| Édouard Kirsch (d) (1868 - 1951) | 1897             | 1944     | 47 ans                     |           |
| Claude Bosseler (d) (né en 1953) | 2009             | 2011     | 2 ans                      | CSV       |
| Ady Hahn (d)                     | 2011             | 2012     | 1 an                       | LSAP      |
| Manon Bei-Roller (d)             | 20 novembre 2012 | En cours | 12 ans, 3 mois et 22 jours | LSAP      |

## Population et société

### Démographie
L'évolution du nombre d'habitants est connue à travers les recensements de la population effectués dans le pays depuis 1821. Les recensements décennaux de la population permettent de caler les chiffres sur la composition de la population par sexe, âge, nationalité et commune de résidence. Entre deux recensements, la population au 1er janvier de l’année {\displaystyle x} est évaluée en ajoutant à la population au 1er janvier de l’année {\displaystyle x-1} les soldes naturel (naissances {\displaystyle -} décès) et migratoire (arrivées {\displaystyle -} départs) de l'année. La même méthode est appliquée pour la répartition par âge au 1er janvier et les effectifs totaux par nationalité. Depuis le 1er septembre 2023, le Luxembourg dénombre 100 communes.
Au 1er janvier 2024, la commune comptait 4 593 habitants.
| 1821 | 1851  | 1871  | 1880  | 1890  | 1900  | 1910  | 1922  | 1930  |
| ---- | ----- | ----- | ----- | ----- | ----- | ----- | ----- | ----- |
| 880  | 1 343 | 1 298 | 1 232 | 1 102 | 1 150 | 1 240 | 1 124 | 1 277 |

| 1935  | 1947  | 1960  | 1970  | 1978  | 1979  | 1981  | 1983  | 1984  |
| ----- | ----- | ----- | ----- | ----- | ----- | ----- | ----- | ----- |
| 1 366 | 1 224 | 1 329 | 1 620 | 1 883 | 1 937 | 2 008 | 2 120 | 2 170 |

| 1985  | 1986  | 1987  | 1988  | 1989  | 1990  | 1991  | 1992  | 1993  |
| ----- | ----- | ----- | ----- | ----- | ----- | ----- | ----- | ----- |
| 2 180 | 2 280 | 2 360 | 2 430 | 2 438 | 2 520 | 2 588 | 2 665 | 2 724 |

| 1994  | 1995  | 1996  | 1997  | 1998  | 1999  | 2000  | 2001  | 2002  |
| ----- | ----- | ----- | ----- | ----- | ----- | ----- | ----- | ----- |
| 2 772 | 2 846 | 2 934 | 3 004 | 3 068 | 3 081 | 3 136 | 3 189 | 3 233 |

| 2003  | 2004  | 2005  | 2006  | 2007  | 2008  | 2009  | 2010  | 2011  |
| ----- | ----- | ----- | ----- | ----- | ----- | ----- | ----- | ----- |
| 3 234 | 3 332 | 3 417 | 3 421 | 3 501 | 3 518 | 3 469 | 3 537 | 3 544 |

| 2012  | 2013  | 2014  | 2015  | 2016  | 2017  | 2018  | 2019  | 2020  |
| ----- | ----- | ----- | ----- | ----- | ----- | ----- | ----- | ----- |
| 3 627 | 3 727 | 3 859 | 4 037 | 4 071 | 4 178 | 4 210 | 4 333 | 4 449 |

| 2021  | 2022  | 2023  | 2024  | - | - | - | - | - |
| ----- | ----- | ----- | ----- | - | - | - | - | - |
| 4 461 | 4 494 | 4 635 | 4 593 | - | - | - | - | - |

Pour des raisons techniques, il est temporairement impossible d'afficher le graphique qui aurait dû être présenté ici.

## Culture locale et patrimoine

### Personnalités liées à la commune
- Laurent Didier, coureur cycliste luxembourgeois.

### Héraldique, logotype et devise
| Blason de Dippach | Blason  | De gueules au griffon d'or, à la bordure de sable chargée de huit socs de charrue d'or. |
| Blason de Dippach | Détails | Armoiries de la commune luxembourgeoise de Dippach.                                     |